# داكينفيلد
داكينفيلد هي بلدة في تامسايد، مانشستر الكبرى، إنجلترا، على الضفة الجنوبية لنهر تام مقابل أشتون أندر لين شرق مانشستر. في تعداد 2011، كان يبلغ عدد سكانها 19306 نسمة.
داخل حدود مقاطعة شيشاير التاريخية تطورت المدينة كنتيجة للثورة الصناعية عندما أصبحت موقعًا لتعدين الفحم وتصنيع القطن.